# أنيتا هير
أنيتا هير (بالمجرية: Herr Anita)‏ مواليد 25 يناير 1987 في المجر، هي لاعبة كرة يد مجرية. مثلت منتخب المجر لكرة اليد للسيدات.